# Championnat britannique des voitures de tourisme
Navigation
Le Championnat britannique des voitures de tourisme, British Touring Car Championship ou BTCC, est le championnat national britannique de course de voitures de tourisme sur circuits. Il a été organisé pour la première fois en 1958 à l'occasion du British Saloon Car Championship.

## Attribution des points

### Système de notation actuel (depuis 2012)
Depuis 2012, les points sont distribués sur les quinze premiers pilotes de chaque course comme suit :
| Attribution des points | Attribution des points | Attribution des points | Attribution des points | Attribution des points | Attribution des points | Attribution des points | Attribution des points | Attribution des points | Attribution des points | Attribution des points | Attribution des points | Attribution des points | Attribution des points | Attribution des points | Attribution des points | Attribution des points | Attribution des points | Attribution des points |
| ---------------------- | ---------------------- | ---------------------- | ---------------------- | ---------------------- | ---------------------- | ---------------------- | ---------------------- | ---------------------- | ---------------------- | ---------------------- | ---------------------- | ---------------------- | ---------------------- | ---------------------- | ---------------------- | ---------------------- | ---------------------- | ---------------------- |
|                        | 1er                    | 2e                     | 3e                     | 4e                     | 5e                     | 6e                     | 7e                     | 8e                     | 9e                     | 10e                    | 11e                    | 12e                    | 13e                    | 14e                    | 15e                    | Pole Position          | Meilleur tour          | Un tour en tête        |
| Course 1               | 20                     | 17                     | 15                     | 13                     | 11                     | 10                     | 9                      | 8                      | 7                      | 6                      | 5                      | 4                      | 3                      | 2                      | 1                      | 1                      | 1                      | 1                      |
| Course 2               | 20                     | 17                     | 15                     | 13                     | 11                     | 10                     | 9                      | 8                      | 7                      | 6                      | 5                      | 4                      | 3                      | 2                      | 1                      | 0                      | 1                      | 1                      |
| Course 3               | 20                     | 17                     | 15                     | 13                     | 11                     | 10                     | 9                      | 8                      | 7                      | 6                      | 5                      | 4                      | 3                      | 2                      | 1                      | 0                      | 1                      | 1                      |

Un point bonus est donné au pilote qui réalise la pole position après la séance de qualification et pour chaque course un point supplémentaire est attribué au pilote qui établit le meilleur tour mais aussi à chaque pilote qui réalise au moins un tour en tête.

### Ancien système de notation
Les points sont attribués aux dix premiers pilotes de chaque course comme suit:
| Attribution des points | Attribution des points | Attribution des points | Attribution des points | Attribution des points | Attribution des points | Attribution des points | Attribution des points | Attribution des points | Attribution des points | Attribution des points | Attribution des points | Attribution des points | Attribution des points | Attribution des points |
| ---------------------- | ---------------------- | ---------------------- | ---------------------- | ---------------------- | ---------------------- | ---------------------- | ---------------------- | ---------------------- | ---------------------- | ---------------------- | ---------------------- | ---------------------- | ---------------------- | ---------------------- |
|                        | 1er                    | 2e                     | 3e                     | 4e                     | 5e                     | 6e                     | 7e                     | 8e                     | 9e                     | 10e                    | Pole Position          | Meilleur tour          | Un tour en tête        |                        |
| Course 1               | 15                     | 12                     | 10                     | 8                      | 6                      | 5                      | 4                      | 3                      | 2                      | 1                      | 1                      | 1                      | 1                      |                        |
| Course 2               | 15                     | 12                     | 10                     | 8                      | 6                      | 5                      | 4                      | 3                      | 2                      | 1                      | 0                      | 1                      | 1                      |                        |
| Course 3               | 15                     | 12                     | 10                     | 8                      | 6                      | 5                      | 4                      | 3                      | 2                      | 1                      | 0                      | 1                      | 1                      |                        |

## Circuits
- Brands Hatch
- Rockingham
- Thruxton
- Croft
- Oulton Park
- Donington Park
- Snetterton
- Knockhill
- Silverstone

## Palmarès
| 2017 | Ashley Sutton          | Subaru Levorg            | BMW(5)                 | Team BMW                       |       | Tom Ingram       | Speedworks Motorsport     | Senna Proctor      |  |
| 2016 | Gordon Shedden (en)(3) | Honda Civic.(5)          | BMW(4)                 | Team JCT600 with GardX         |       | Andrew Jordan    | Motorbase Performance     | Ashley Sutton      |  |
| 2015 | Gordon Shedden (en)(2) | Honda Civic.(4)          | Honda(5)               | Team BMR RCIB Insurance        |       | Colin Turkington | Team BMR RCIB Insurance   | Josh Cook          |  |
| 2014 | Colin Turkington(2)    | BMW 125i M Sport.(1)     | BMW (3)                | eBay Motors (1)                |       | Colin Turkington | eBay Motors               | Dave Newsham       |  |
| 2013 | Andrew Jordan          | Honda Civic.(3)          | Honda(4)               | Honda Yuasa Racing Team        | 6/30  | Andrew Jordan    | Eurotech Racing           | Lea Wood           |  |
| 2012 | Gordon Shedden (en)    | Honda Civic              | Honda                  | Honda Yuasa Racing Team        | 13/30 | Andrew Jordan    | Eurotech Racing           |                    |  |
| 2011 | Matt Neal(3)           | Honda Civic              | Honda                  | Honda Racing Team              | 13/30 | James Nash       | Triple 8 Race Engineering |                    |  |
| 2010 | Jason Plato(2)         | Chevrolet Cruze          | Honda                  | Silverline Chevrolet           | 10/30 | Tom Chilton      | L'équipe Aon              |                    |  |
| 2009 | Colin Turkington       | BMW 320si                | Vauxhall(9)            | VX Racing                      | 23/30 | Colin Turkington | Équipe RAC                |                    |  |
| 2008 | Fabrizio Giovanardi(2) | Vauxhall Vectra.(2)      | Vauxhall               | VX Racing                      | 17/30 | Colin Turkington | Équipe RAC                |                    |  |
| 2007 | Fabrizio Giovanardi    | Vauxhall Vectra          | Vauxhall               | SEAT Sport UK                  | 10/30 | Colin Turkington | Équipe RAC                |                    |  |
| 2006 | Matt Neal(2)           | Honda Integra.(2)        | SEAT                   | Team Halfords                  | 11/30 | Matt Neal        | Team Halfords             |                    |  |
| 2005 | Matt Neal              | Honda Integra            | Vauxhall               | Team Halfords                  | 8/30  | Matt Neal        | Team Halfords             |                    |  |
| 2004 | James Thompson(2)      | Vauxhall Astra Coupé.(4) | Vauxhall               | VX Racing                      | 11/30 | Anthony Reid     |                           |                    |  |
| 2003 | Yvan Muller            | Vauxhall Astra Coupé     | Vauxhall               | VX Racing                      | 11/20 | Rob Collard      | Luke Hines (en)           | Barwell Motorsport |  |
| 2002 | James Thompson         | Vauxhall Astra Coupé     | Vauxhall               | Vauxhall Motorsport            | 15/20 | Dan Eaves        | James Kaye                | Synchro Motorsport |  |
| 2001 | Jason Plato            | Vauxhall Astra Coupé     | Vauxhall               | Vauxhall Motorsport            | 25/26 | aucun            | Simon Harrison            | GR Motorsport      |  |
| 2000 | Alain Menu(2)          | Ford Mondeo              | Ford                   | Ford Team Mondeo               | 11/24 | Matt Neal        | Alan Morrison             |                    |  |
| 1999 | Laurent Aïello         | Nissan Primera           | Nissan(2)              | Vodafone Nissan Racing         | 13/26 | Matt Neal        |                           |                    |  |
| 1998 | Rickard Rydell         | Volvo S40                | Nissan                 | Vodafone Nissan Racing         | 9/26  | Tommy Rustad     |                           |                    |  |
| 1997 | Alain Menu             | Renault Laguna           | Renault (2)            | Williams Renault Dealer Racing | 14/24 | Robb Gravett     |                           |                    |  |
| 1996 | Frank Biela            | Audi A4 Quattro          | Audi                   | Audi Sport                     | 8/26  | Lee Brookes      |                           |                    |  |
| 1995 | John Cleland           | Vauxhall Cavalier        | Renault                | Vauxhall Sport                 | 10/25 | Matt Neal        |                           |                    |  |
| 1994 | Gabriele Tarquini      | Alfa Romeo 155 TS        | Alfa Romeo             |                                | 9/21  | James Kaye       |                           |                    |  |
| 1993 | Joachim Winkelhock     | BMW 318i.(2)             | BMW(2)                 |                                | 8/17  | Matt Neal        |                           |                    |  |
| 1992 | Tim Harvey             | BMW 318i                 | Vauxhall               |                                | 5/15  | James Kaye       |                           |                    |  |
| 1991 | Will Hoy               | BMW M3.(2)               | BMW                    |                                | 8/14  |                  |                           |                    |  |
| 1990 | Robb Gravett           | Ford Sierra RS500        |                        |                                |       |                  |                           |                    |  |
| 1989 | John Cleland           | Vauxhall Astra GTE       |                        |                                |       |                  |                           |                    |  |
| 1988 | Frank Sytner           | BMW M3                   |                        |                                |       |                  |                           |                    |  |
| 1987 | Chris Hodgetts(2)      | Toyota Corolla.(3)       |                        |                                |       |                  |                           |                    |  |
| 1986 | Chris Hodgetts         | Toyota Corolla           |                        |                                |       |                  |                           |                    |  |
| 1985 | Andy Rouse(4)          | Ford Sierra XR4ti        |                        |                                |       |                  |                           |                    |  |
| 1984 | Andy Rouse             | Rover 3500 Vitesse       |                        |                                |       |                  |                           |                    |  |
| 1983 | Andy Rouse             | Alfa Romeo GTV6          |                        |                                |       |                  |                           |                    |  |
| 1982 | Win Percy(3)           | Toyota Corolla           |                        |                                |       |                  |                           |                    |  |
| 1981 | Win Percy              | Mazda RX-7.(2)           |                        |                                |       |                  |                           |                    |  |
| 1980 | Win Percy              | Mazda RX-7               |                        |                                |       |                  |                           |                    |  |
| 1979 | Richard Longman(2)     | Mini 1275 GT.(2)         |                        |                                |       |                  |                           |                    |  |
| 1978 | Richard Longman        | Mini 1275 GT             |                        |                                |       |                  |                           |                    |  |
| 1977 | Bernard Unett(3)       | Chrysler Avenger GT.(2)  |                        |                                |       |                  |                           |                    |  |
| 1976 | Bernard Unett          | Chrysler Avenger GT      |                        |                                |       |                  |                           |                    |  |
| 1975 | Andy Rouse             | Triumph Dolomite         |                        |                                |       |                  |                           |                    |  |
| 1974 | Bernard Unett          | Hillman Avenger          |                        |                                |       |                  |                           |                    |  |
| 1973 | Frank Gardner(3)       | Chevrolet Camaro         |                        |                                |       |                  |                           |                    |  |
| 1972 | Bill McGovern(3)       | Sunbeam Imp Sport.(3)    |                        |                                |       |                  |                           |                    |  |
| 1971 | Bill McGovern          | Sunbeam Imp Sport        |                        |                                |       |                  |                           |                    |  |
| 1970 | Bill McGovern          | Sunbeam Imp Sport        |                        |                                |       |                  |                           |                    |  |
| 1969 | Alec Poole             | Mini Cooper S            |                        |                                |       |                  |                           |                    |  |
| 1968 | Frank Gardner(2)       | Ford Escort TC           |                        |                                |       |                  |                           |                    |  |
| 1967 | Frank Gardner          | Ford Falcon              |                        |                                |       |                  |                           |                    |  |
| 1966 | John Fitzpatrick       | Ford Anglia              |                        |                                |       |                  |                           |                    |  |
| 1965 | Roy Pierpoint          | Ford Mustang             |                        |                                |       |                  |                           |                    |  |
| 1964 | Jim Clark              | Lotus Cortina.(2)        |                        |                                |       |                  |                           |                    |  |
| 1963 | Jack Sears(2)          | Lotus Cortina            |                        |                                |       |                  |                           |                    |  |
| 1962 | John Love              | Mini Cooper.(2)          |                        |                                |       |                  |                           |                    |  |
| 1961 |                        | John Withmore            | Mini Cooper            |                                |       |                  |                           |                    |  |
| 1960 |                        | Doc Shepherd             | Austin A40             |                                |       |                  |                           |                    |  |
| 1959 |                        | Jeff Uren                | Ford Zephyr            |                                |       |                  |                           |                    |  |
| 1958 |                        | Jack Sears               | Austin 105 Westminster |                                |       |                  |                           |                    |  |